# Абелокіпі
Абелокіпі (грец. Αμπελόκηποι) — східний район Афін, межує із районами Зографу, Гуді, Паґраті та передмістям Афін муніципалітетом Психіко.
Найгустонаселеніший район міста. Особливо швидко розбудовувся у період 1960—1970-х років 20 століття. На території району побудовано дві станції Афінського метрополітену «Панорму» та «Абелокіпі».
Тут розташовані будівлі Касаційного суду Греції, Поліції Греції та номархії Афін. По проспекту Месогіон зведено найвищу споруду Греції, єдиний справжній хмарочос у країні — Афінську вежу 1.
Також тут знаходиться стадіон «Апостолос Ніколаїдіс», де грає футбольній клуб «Панатінаїкос».

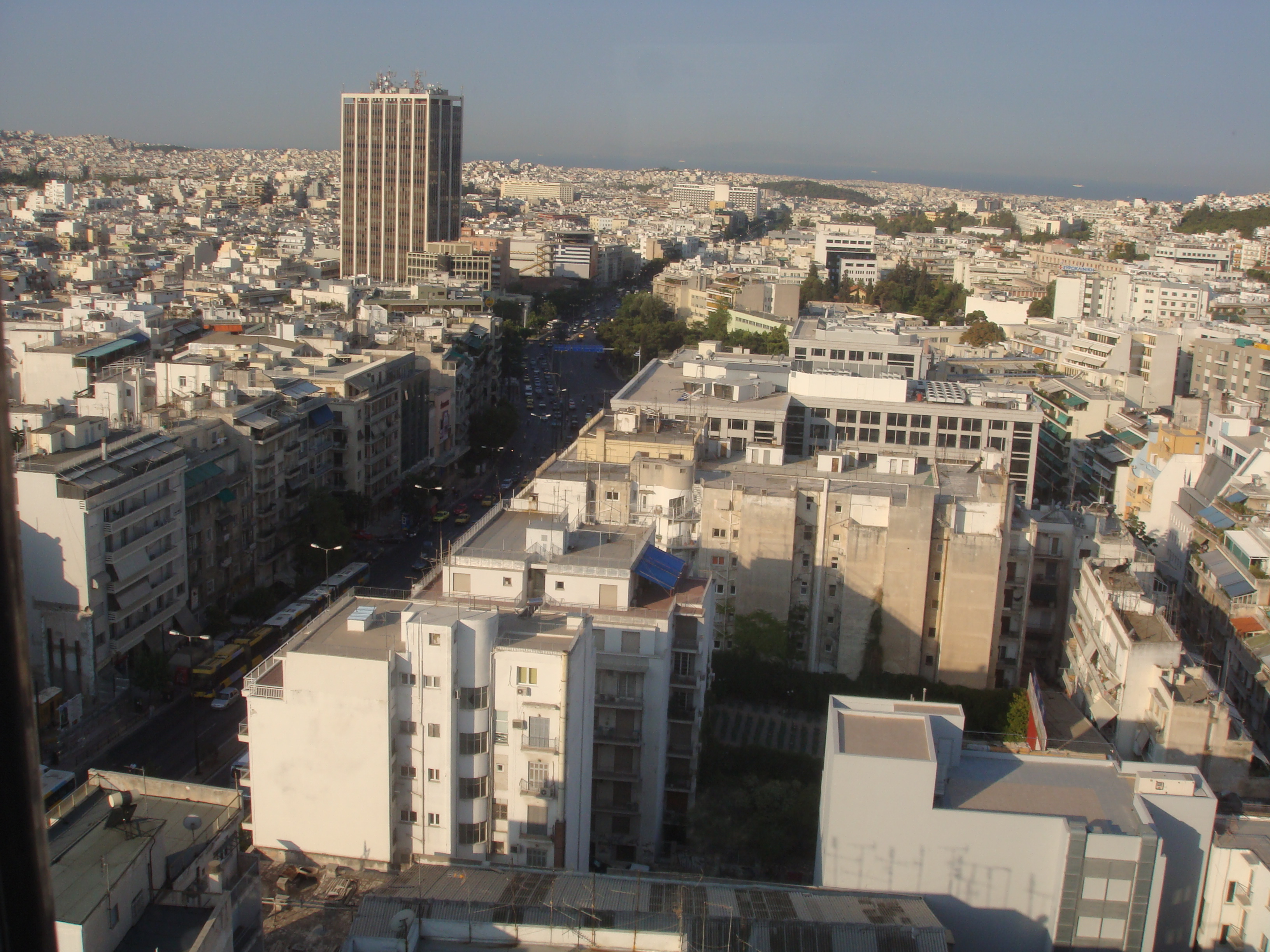
Панорамний вид на Афінську вежу 1